# Охріменко Григорій Васильович
Охріменко Григорій Васильович (нар.26 квітня 1950 р.) — український археолог, дослідник праісторії Волині. Заслужений працівник освіти України, кандидат історичних наук.

## Життєпис
Народився в м. Прилуки Чернігівської області в сім'ї службовців. З чотирирічного віку проживав з батьками в с. Малохатки Старобільського району Луганської області. Де закінчив восьмирічну школу. Після здобуття в 1967 р. середньої освіти у загальноосвітніх школах м. Прилуки та м. Бориспіль на Київщині працював робітником в м. Києві, займався самоосвітою, цікавиться культурно-мистецьким життям столиці.
У 1968—1972 рр. навчався на історичному факультеті Луцького державного педагогічного інституту імені Лесі Українки. З перших днів перебування в місті брав участь в археологічних експедиціях на унікальному комплексі давніх поселень Гнідавська Гірка в с. Рованці Луцького району під керівництвом кандидата історичних наук М. Кучери та М. Матвієйка. Захоплюється неолітичною керамікою, що незабаром стала предметом його професійних наукових зацікавлень на все життя. Під час літніх канікул здійснює пізнавальні поїздки до українських святинь в Чернігів, Новгород-Сіверський, Черкаси, Полтаву, Запоріжжя, на острів Хортицю, до Одеси, Берестя, Мінська, Ленінграда. В подорожніх маршрутах — експозиції музеїв, інтер'єри церков та храмів, пам'ятки історії, архітектури та культури. На останньому курсі навчання самостійно проводить рятівні розкопки на пам'ятках в Луцьку (вул. Короленка), с. Рованці, публікує в місцевій пресі невеликі літературні твори, повідомлення про здійснені археологічні відкриття.
З 1972 р. живе і працює учителем історії та завучем школи с. Майдан-Липно Маневицького району на Волинському Поліссі. Одружується, в сім'ї народжується четверо дітей. З ініціативи наукових керівників доктора історичних наук Ігоря Свєшнікова (м. Львів) та доктора історичних наук, професора Дмитра Телєгіна (м. Київ) молодий дослідник самотужки проводить обстеження спочатку навколишніх населених пунктів, а відтак і по всій території Волинської та сусідньої Рівненської областей. Особливе зацікавлення викликають поселення та стоянки кам'яної доби, доби бронзи. Виявлені поодинокі артефакти та пам'ятки знаходять оприлюднення в постійних публікаціях в місцевій районній, обласній пресі, київських та московських виданнях, матеріалах краєзнавчих і наукових конференцій. Активна пошукова і краєзнавча діяльність Григорія Охріменка, пошук нових форм залучення дітей до науково-дослідної роботи знаходить підтримку небайдужих людей: йому присвоюють звання вчителя-методиста, а згодом при підтримці Всеукраїнської спілки краєзнавців і заслуженого працівника освіти України.
З 1994 р. Г. Охріменко працював за сумісництвом науковим співробітником Полісько-Волинського народознавчого центру в м. Луцьку.
З 2001 р. — працював спочатку на посаді наукового, а з 2006 р. — провідного наукового співробітника відділу охорони пам'яток історії та культури Волинського краєзнавчого музею. В цей час вийшли друком книги «Археологічні пам'ятки Волині» (у співавторстві із М. Кучинком, 1995), «Волинська неолітична культура» (2001), «Культура лінійно-стрічкової кераміки» (2001). У 2002 р. успішно захистив в Інституті археології НАН України кандидатську дисертацію «Неоліт Волині».
З 2005 р. дослідник запрошений на викладацьку роботу до Волинського національного університету імені Лесі Українки, де в даний час займає посаду доцента кафедри археології та допоміжних історичних дисциплін. Одночасно не перериває роботу в обласних краєзнавчому музеї та Малій Академії Наук, здійснюючи щороку численні пошукові експедиції та археологічні розвідки і розкопки на пам'ятках, що зазнають постійних руйнувань внаслідок господарської діяльності людини.
Веде велику науково-дослідну, пошукову та популяризаторську пам'яткоохоронну діяльність. Протягом понад 30 років ним обслідувано майже всі відомі на даний час пам'ятки прадавньої історії Великої Волині, на багатьох із них проведено стаціонарні археологічні розкопки. Постійна польова практика дала можливість створити повноцінні фондові колекції артефактів у ряді музеїв краю, зокрема у Волинському та Маневицькому краєзнавчих, відкрити і занести до державного реєстру десятки невідомих досі археологічних об'єктів, ввести до наукового обігу тисячі знахідок. З-під пера невтомного дослідника щороку виходить 1,5-2 десятки наукових та науково-популярних статей, 2-3 монографії або краєзнавчих збірники. Він постійний учасник всіх обласних та регіональних, ряду всеукраїнських та міжнародних наукових і краєзнавчих конференцій.

## Зацікавлення
Діапазон дослідницьких зацікавлень Григорія Охріменко досить широкий. Серед них — проблеми фінального палеоліту, мезоліт, неоліт, мідна доба, доба бронзи та заліза, стратифікація суспільства, духовна культура первісних спільнот, керамічне виробництво, історія раннього землеробства на Волині та Поліссі, предмети озброєння енеоліту — доби бронзи, давні металеві вироби, кременярство доби бронзи і напої з журавлини. Науковому вирішенню цих питань присвячені монографії та збірники дослідника:
- «Розвиток керамічного виробництва на Волині» (археологічний, етнографічний, мистецький аспекти) (у співавторстві з М. Кучинком, Н. Кубицькою, 2003),
- «Археологічна спадщина Яна Фітцке» (2005),
- «Нариси культури давньої Волині» (2006),
- «Олександр Цинкаловський та праісторія Волині» (2007),
- «Культура Волині та Волинського Полісся княжої доби» (у співавторстві з М. Кучинком, В. Савицьким, 2008),
- «Кам'яна доба на території Північно-Західної України (ХІІІ — ІІІ тис. до н. е.)» (2009)

та ін. Значною є діяльність науковця по поверненню із забуття творчої спадщини відомих в минулому дослідників краю Олександра Цинкаловського та Яна Фітцке.

## Праці
- Охріменко Г., Волинська неолітична культура / Г. Охріменко. — Луцьк: Волин. обл. друк., 2001. — 154 с.
- Охріменко Г., В. Кам'яна доба на території Північно-Західної України (XII—III тис. до н. е.) / Г. В. Охріменко. — Луцьк: Волин. обл. друк., 2009. — 520 с.
- Охріменко Г., Культура лінійно-стрічкової кераміки на Волині / Г. Охріменко. — Луцьк: Волин. обл. друк., 2001. — 138 с.
- Охріменко Г., Населення Волині в праісторичні часи: розвиток матеріал. та духов. культури / Г. О. Охріменко. — Вид. 2-е, доповн. — Луцьк: Волин. обл. друк., 2004. — 250 с.
- Охріменко Г., Населення Волині та Волинського Полісся в праісторичні часи: розвиток матеріал. та духов. культури / Г. О. Охріменко. — Луцьк: Волин. обл. друк., 2003. — 224 с.
- Охріменко Г., В. Неоліт Волині: ч. І / Г. В. Охріменко. — Луцьк: Де Марк, 1994. — 119 с.
- Охріменко Г., В. Неоліт Волині: ч. ІІ / Г. В. Охріменко. — Луцьк: Де Марк, 1993. — 119 с.
- Охріменко Г., Розвиток керамічного виробництва на Волині: (археол., етногр., мист. аспекти) / Г. Охріменко, М. Кучинко, Н. Кубицька. — Луцьк: Волин. обл. друк., 2003. — 246 с.
- Археологічна спадщина Яна Фітцке / за заг. ред. канд. іст. наук Г. В. Охріменка. — Луцьк: Волин. обл. друк., 2005. — 488 с.
- Кучинко М. М., Культура Волині та Волинського Полісся княжої доби: навч. посіб. / М. М. Кучинко, Г. В. Охріменко, В. М. Савицький. — Луцьк: Волин. обл. друк., 2008. — 328 с.
- Кучінко М. М., Археологічні пам'ятки Волині / М. М. Кучінко, Г. В. Охріменко. — Луцьк, 1991. — 137 с.
- Кучінко М. М., Археологічні пам'ятки Волині / М. М. Кучінко, Г. В. Охріменко. — Вид. 2-е, виправл. і доповн. — Луцьк: Вежа, 1995. — 167 с.
- Нариси культури давньої Волині / за заг. ред. канд. іст. наук. Г. В. Охріменка. — Луцьк: Волин. обл. друк., 2006. — 600 с.
- Олександр Цинкаловський та праісторія Волині / Г. Охріменко, Н. Скляренко, О. Каліщук, В. Ткач, О. Романчук. — Луцьк: Волин. обл. друк., 2007. — 740 с. : 19 с. іл.
- Пашкевич Г. О., Матеріали до вивчення неоліту Волині / Г. О. Пашкевич, Г. В. Охріменко ; АН УРСР, Ін-т археології. — К., 1990. — 47 с.